# Monasterio de Santa María del Paraíso
El Monasterio de Santa María del Paraíso es un monasterio católico ubicado en la ciudad de Salcedo en Ecuador.
El monasterio desde su fundación es administrado por la Orden de la Trapa

## Historia
El 14 de mayo de 1997, Mons. Raúl López Mayorga, quien era el obispo de Latacunga, realizó la fundación de la comunidad religiosa en Salcedo, que corresponde al Monasterio Cisterciense de Santa María del Paraíso.  Este monasterio, habitado por monjes cistercienses provenientes de la Abadía de S. Isidro de Dueñas en España, marca el inicio de la primera presencia monástica masculina en la Iglesia de Ecuador. 